# Collège François Viète
Le collège François Viète était un établissement scolaire situé à Fontenay-le-Comte, en France. Il accueille actuellement l'École Intercommunale de Musique et de Danse (EIMD).

## Localisation
L'ancien établissement scolaire est situé au 34 rue Rabelais à Fontenay-le-Comte, dans le département de la Vendée.

## Description
Les édifices sont revêtus de toitures à longs pans, ornées de croupes et de noues, en contraste avec la salle de gymnastique, laquelle, quant à elle, est coiffée d'un toit simple à longs pans. Les angles de l'édifice, quant à eux, sont couronnés de toits en pavillon. Le passage couvert soutient une terrasse en calcaire. Les étages sont desservis par deux escaliers en chêne, identiques l’un à l’autre. Une sculpture, représentant les armes de la ville, se trouve fixée au fronton de l’horloge.

## Histoire

### Le collège jésuite

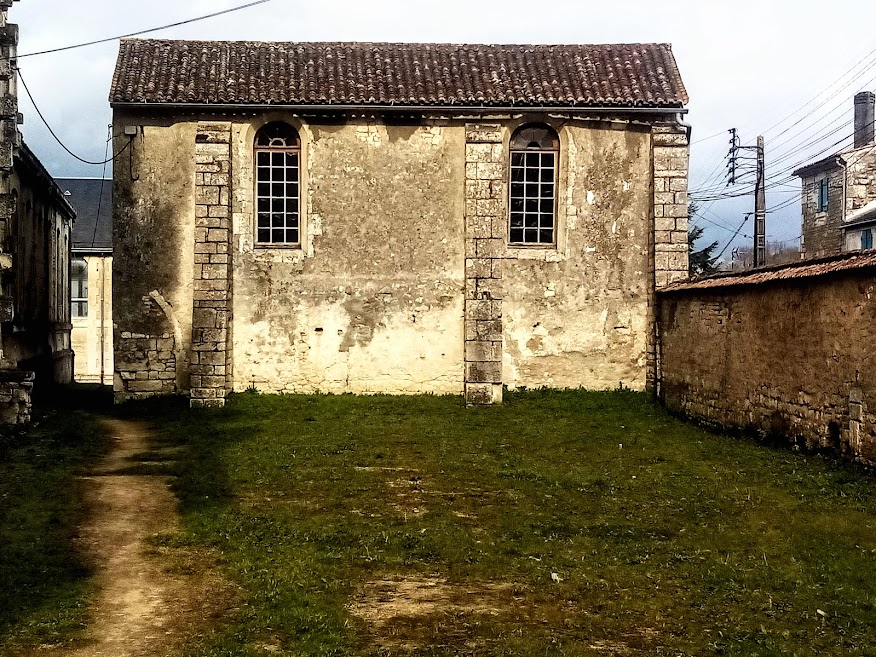
La chapelle de l'ancien couvent.

À la suite des guerres de Religion, dans le but de reprendre les territoires perdus par le catholicisme, le royaume s'engagea de remanier l'éducation dans l'ouest de la France.
En 1608, le seigneur-évêque de Maillezais, d'Escoubleaux, conforma une requête à Henri IV, afin que Fontenay, capitale du Bas-Poitou, puisse organiser de son propre établissement éducatif. Les jésuites s'installent dans l'un des couvents de la ville, à l'ouest de celle-ci, sur un domaine laisser par Michel Brisson en 1620. Cependant, des problèmes de financement repoussèrent la pleine mise en œuvre de cette « maison d'instruction » jusqu'en 1637, date à laquelle deux classes furent ouvertes grâce à la générosité des donateurs.
Jusqu'en 1761, la performance du collège demeure inégal. Cette année-là marque un tournant avec la suppression de l'ordre des jésuites et la confiscation de leurs biens. En 1762, les locaux du collège sont remis à la municipalité, mais le principal ainsi que les professeurs conservent leur statut ecclésiastique.

### La Révolution
Durant la Révolution française, l'établissement fait l'objet d'un inventaire des ressources vouées à l'éducation. Manon Roland, intervenant devant l'Assemblée Nationale, avertit de la situation chancelante à Fontenay, tant au niveau des édifices que du personnel enseignant. En effet, le collège s'enfonce graduellement dans l'anarchie et la fluctuation. La chapelle est cédée comme bien national et les équipements éducatifs sont également démantelés. Entre 1793 et 1802, l'enseignement secondaire connaît des interruptions. Pour éviter cette situation, la Convention nationale achemine l'école centrale à Luçon.

### Renaissance et réorganisation
Avec le soutien de Paul Barras, les habitants de Fontenay décidèrent de relancer une école secondaire dans leur commune. Le site choisi pour cette institution fut une partie de l'ex couvent des filles de Notre-Dame et de Saint-François, où l'enseignement selon les principes napoléoniens fut rigoureusement dispensé à partir de 1804. Ce collège, successivement désigné comme impérial jusqu'en 1815, royal jusqu'en 1823, puis partiellement séminaire jusqu'en 1825, et enfin universitaire jusqu'en 1830, adopta un caractère séculier jusqu'en 1848, comprenant une école normale et une école d'agriculture. Cependant, l'enrôlement tant des enseignants que des élèves s'avéra être notamment difficile. En 1825, le portail donnant sur la rue Rabelais fut fragmentairement ouvert, et en 1840, des travaux d'extension furent entamés, particulièrement avec l'édification du bâtiment appelé le « Vieux François », qui fut décidément détruit en 1971.

### Rénovation et modernisation (1850-1889)

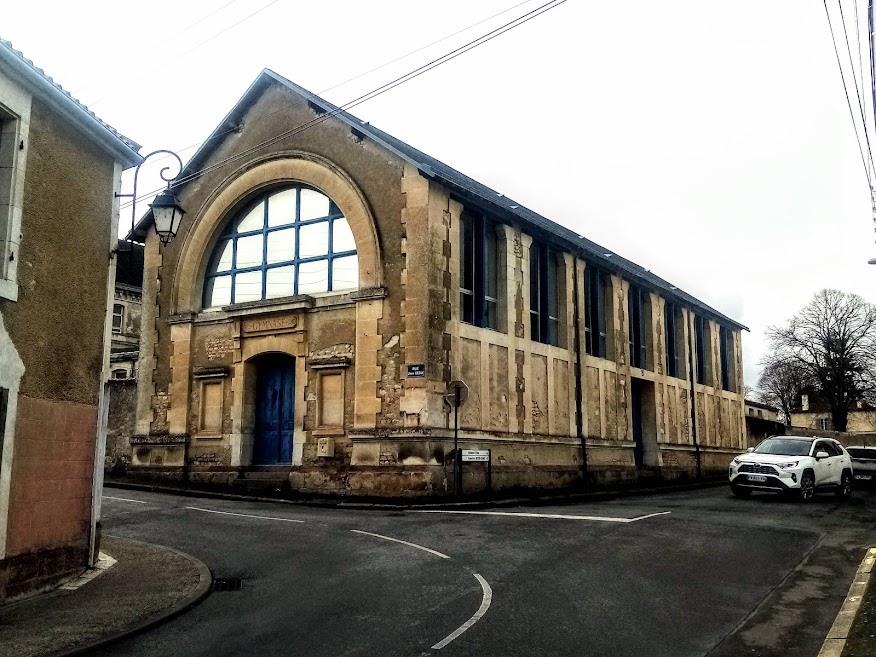
Le gymnase.

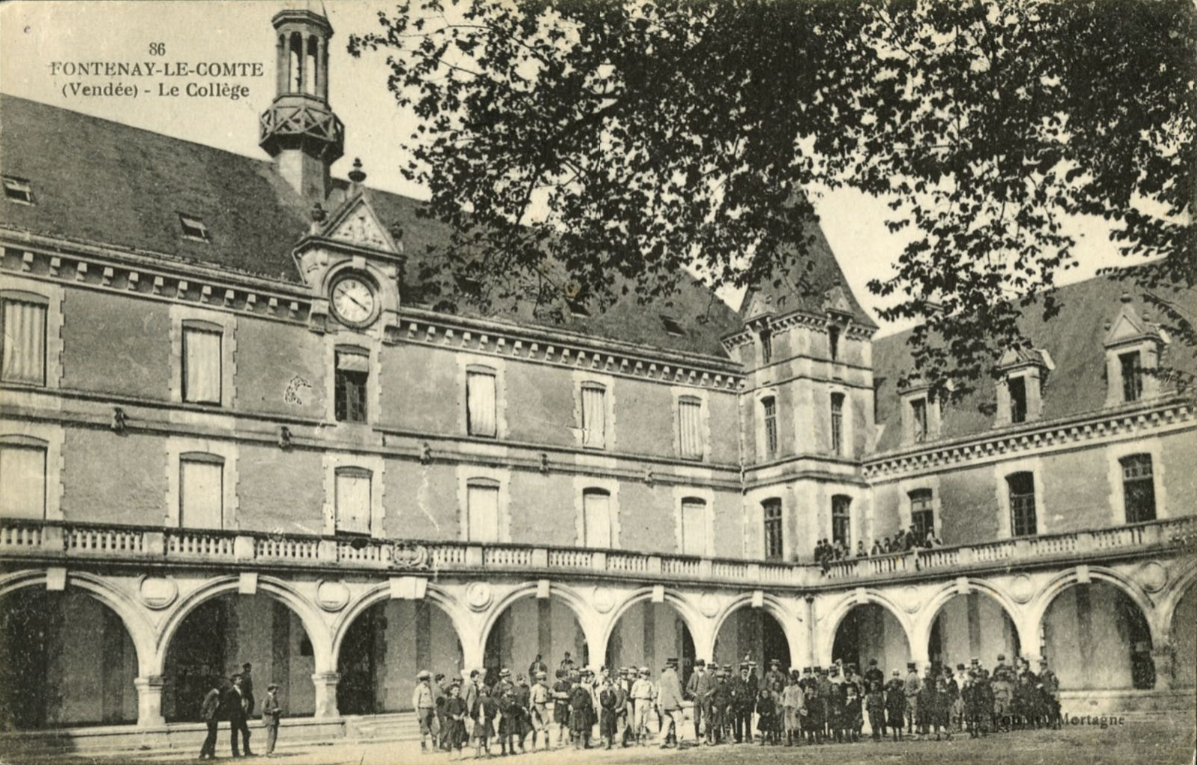
Le collège François Viète au début du XXe siècle.

Le 23 décembre 1849, un incendie dévaste les principaux bâtiments du collège. Malgré les difficultés, la rénovation est entreprise, sous l'instigation de Victor Duruy, qui met en place un enseignement complet à travers la France. Après la guerre franco-prussienne de 1870, sous l'impulsion de Jules Ferry, qui remanie le système éducatif, la municipalité décide d'édifier un nouveau collège. Le projet est confié à l'architecte municipal Arsène Charrier, qui s'inspire de la Renaissance des châteaux de la Loire et du style local de Fontenay, donnant au collège l'architecture d'un petit château. Le 6 mai 1874, la première pierre est posée, et des améliorations au projet initial sont réalisés par l'architecte le 15 avril 1878, notamment concernant la distribution des espaces et la forme des ouvertures, passant d'un linteau droit à des arcs segmentaires. Les plans définitifs pour l'achèvement du collège sont présentés le 10 juillet 1881 par l'architecte. Il faudra attendre 11 ans pour que le collège soit entièrement construit, Abel Filuzeau, remplaçant de Charrier, prit la tête des travaux à partir de 1883. Le bâtiment est achevé le 22 août 1885, mais son inauguration n'a lieu que le 4 juillet 1889, en présence de Ferdinand Buisson, proche collaborateur de Jules Ferry, et de Gaston Guillemet, maire de la ville. Une association d'anciens élèves voit le jour en 1888, et des tableaux de compléments sont élaborées par l'entreprise Largeteau.

### L'évolution du collège Viète au cours duXXesiècle

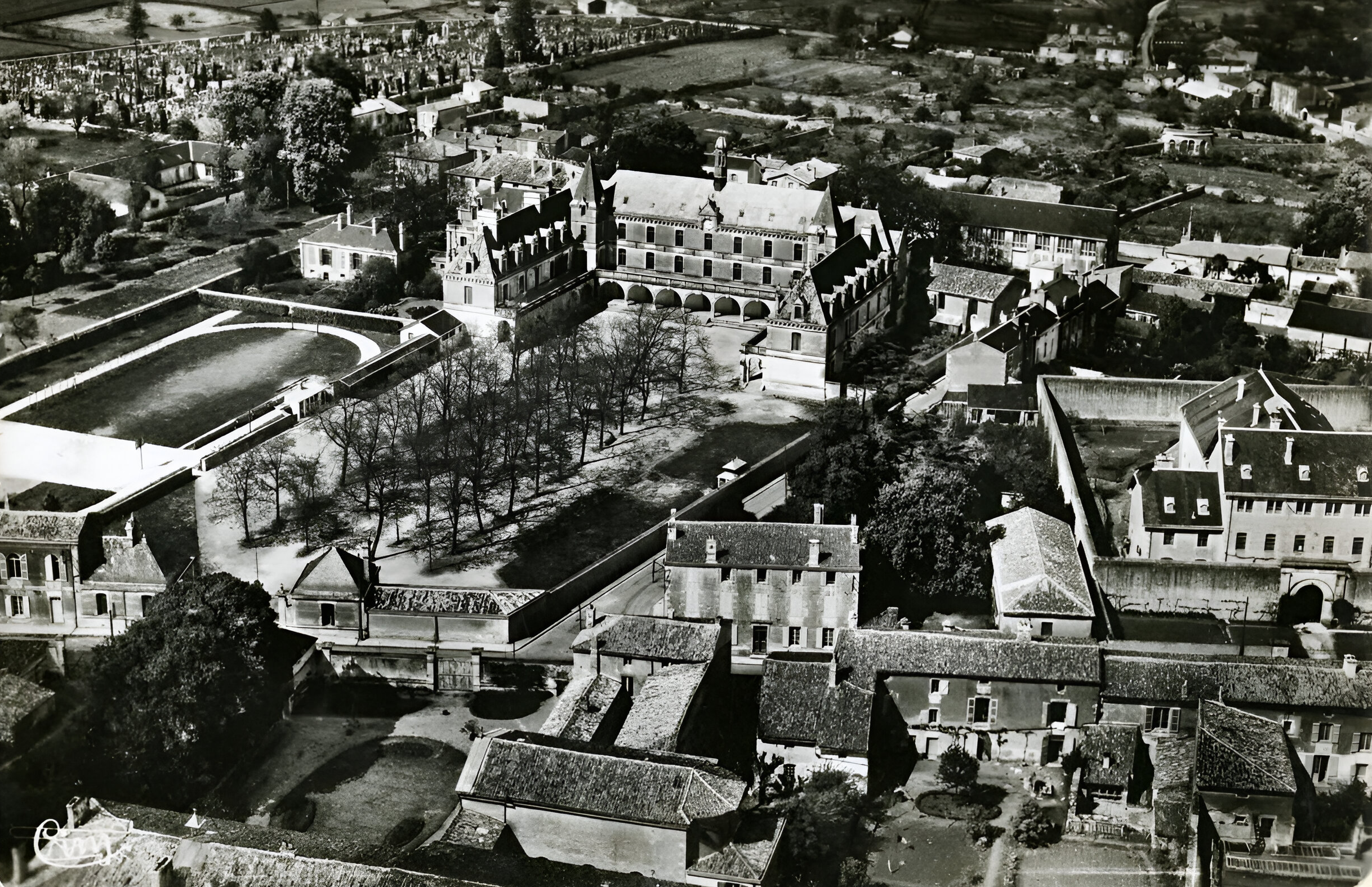
Vue aérienne du collège dans les années 50

Durant la Première Guerre mondiale, comme de nombreux établissements scolaires à Fontenay, le collège Viète est consacré comme hôpital pour les soldats blessés au front. Jusqu'au début des années 1950, les classes terminales du collège moderne de jeunes filles sont regroupées au collège Viète. En 1930, le collège est nommé en référence à François Viète, mathématicien éminent.
Le collège possédait un internat jusqu'en 1981, évolua dans sa structure et sa proposition éducative au fil des années. À l'origine, il accueillait une population mixte et comprenait également une école primaire supérieure durant un moment. Après la Seconde Guerre mondiale, il fut transformé en lycée municipal, auxiliaire au collège moderne de jeunes filles, préconisant une éducation de la 6e à la terminale. En 1967, une réforme scolaire sépara le système éducatif en premier et second degrés. Cette réorganisation aboutit à la construction du lycée François Rabelais en 1968. Bien que l'établissement ait retrouvé sa vocation de collège à cette époque, il perd sa fonctionnalité. Postérieurement, la décision fut prise d'édifier un nouveau collège, situé avenue du Général de Gaulle, qui ouvrit ses portes en 1981, marquant ainsi un tournant dans le progrès de l'éducation locale.

### Changements et réaménagements post-1981
L'ancien collège, quant à lui, se métamorphose en septembre 1982 pour devenir le siège de l'Office Social et Culturel. Cet association rassemble un ensemble varié d'associations à vocation culturelle, sociale et éducative, et ce jusqu'en 2017, année de son déménagement vers de nouveaux bâtiments. Simultanément, il abrite au même titre l'école intercommunale de musique.
À la suite d’un appel aux dons lancé par la Fondation du patrimoine en vue de financer les 17 arcades de la façade de l’ancien collège, les travaux de réaménagement et de rénovation de cet édifice ont officiellement été entamés. Le projet vise à préserver ce site emblématique, qui constitue un élément précieux du patrimoine de la ville, en y aménageant un pôle intercommunal consacré à la culture et à la jeunesse. Une fois achevé, cet ensemble abritera l’école de musique, qui comptera plus de 400 élèves et enseignants, ainsi que les enfants de 3 à 13 ans dans le cadre d’un accueil de loisirs et d’un espace junior. Les premières phases des travaux concernant l’actuelle école intercommunale de musique et de danse de Fontenay-le-Comte ont débuté en mai 2024. L’établissement de musique, qui bénéficiera d’une réfection substantielle, verra son espace gauche consacré à un nouveau service d’accueil de loisirs, une structure particulièrement nécessaire pour la commune.
Quant à la durée des travaux, ils devraient se prolonger jusqu’à la fin de l’année 2026, comme l’indique Michel Héraud, vice-président de la communauté de communes, responsable du tourisme et de la culture. Une première tranche de ce projet sera livrée en septembre 2025. En attendant l’achèvement complet des aménagements, les cours de musique et de danse seront assurés dans une partie déjà rénovée à gauche du bâtiment principal, ainsi que dans un autre édifice situé de l’autre côté de la rue Rabelais. L’enveloppe globale de cette opération, portée par la Communauté de communes Pays de Fontenay-Vendée et ses partenaires, est estimée à 10 millions d'euros.

## Galerie

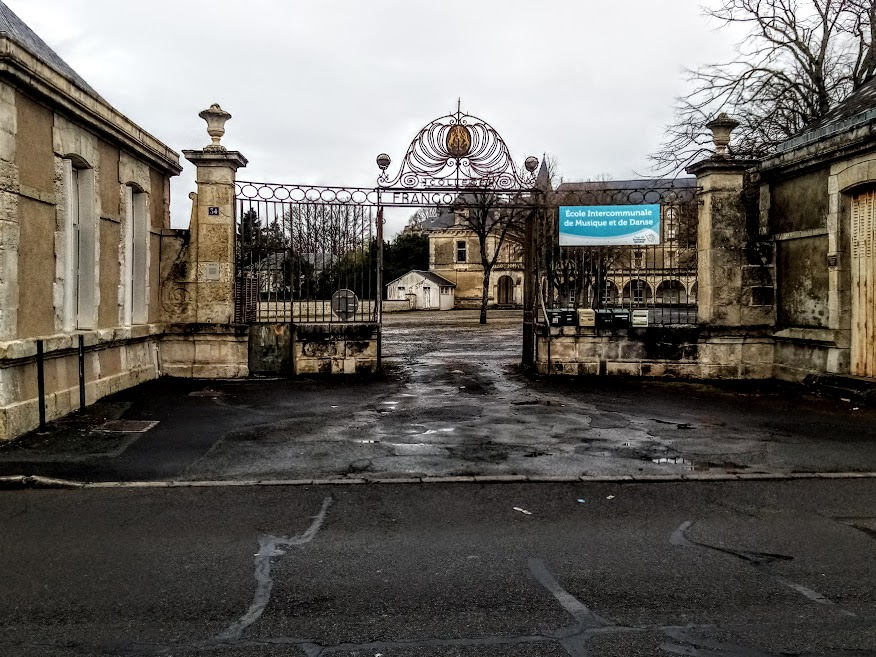
Portail du collège.
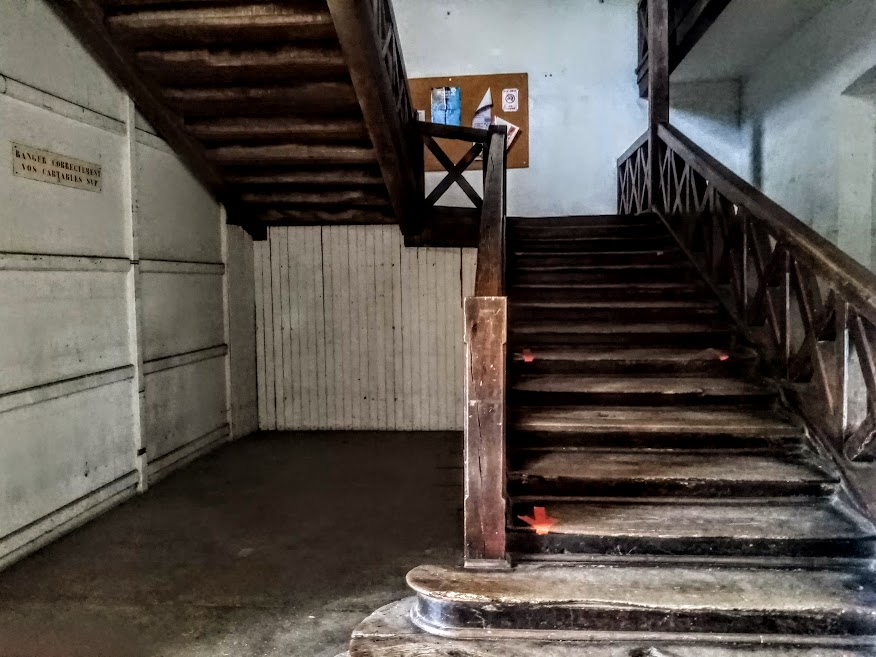
Escalier du collège.
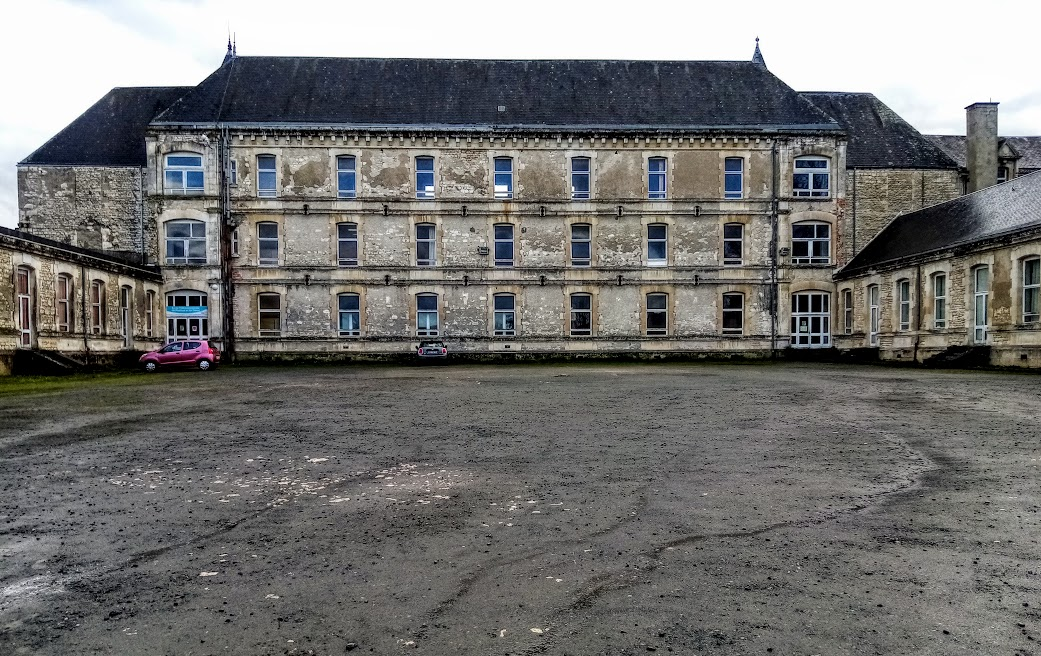
Cour arrière du collège.